# Glogoveț (okręg Alba)
Glogoveț – wieś w Rumunii, w okręgu Alba, w gminie Valea Lungă. W 2011 roku liczyła 162 mieszkańców.